# Soviet de Limerick
Le Soviet de Limerick (anglais : Limerick Soviet, irlandais : Sóibhéid Luimnigh) est un épisode de la guerre d'indépendance irlandaise qui dure du 15 au 27 avril 1919 et au cours duquel des conseils de grève exercent le pouvoir dans la ville de Limerick, dans la province de Munster.

## Chronologie

### 12 mars - 12 avril: contexte
Le 6 avril, vers 18h, Robert Byrne, membre de l'IRA, opérateur télégraphe licencié pour son activité syndicale, est abattu alors qu'il tente de s'évader de l’hôpital. Il y était incarcéré depuis le 21 janvier, pour une peine de douze mois, pour possession non autorisée d'arme à feu. Il s'y était retrouvé hospitalisé le 12 mars à la suite d'une grève de la faim,.
Le 9 avril, le brigadier général de l'armée britannique, Christopher Griffin, déclare que la ville est une zone militaire spéciale et qu'un permis RIC sera nécessaire pour tous ceux qui souhaiteront entrer et sortir de la ville. Le lendemain, Rober Byrne est enterré devant 15 000 personnes. Le 11 avril,  une importante partie de la ville de Limerick est déclarée sous loi martiale jusqu’au mardi 15 avril.

### 13 avril - 27 avril: la grève
Le samedi 12 avril, les travailleurs de la cremerie Cleeve à Lansdowne, affectés par la mesure des permis, cessent le travail en signe de protestation. La nuit du 12 au 13 avril, l'United  Trades  and  Labour council (Conseil uni des métiers) décide d'appeler à la grève générale prenant effet des 5h du matin et ce jusqu'à la fin de la loi martiale. Un comité de grève est créé. 
Sean Cronin, président du conseil en a la direction. Immédiatement, le commité s’empare  d’une presse  d’imprimerie à Cornmarket Row et prépare des affiches expliquant la grève et les colle dans toute la ville.
Le lundi 14 avril, l’ensemble de la Chambre du Commerce de Limerick envoient à Andrew Bonar Law, au Vicomte french, représentant local du roi (Lord Lieutenant) et à Christopher Griffin, une déclaration condamnant le système des permis.
Le 16 avril, les cheminots, membres de l’Union nationale des cheminots, appellent leurs confrères de Cork, Inchicore et Dublin à la solidarité. Ces derniers ne font pas grève à la suite des consignes du parti travailliste qui veut attendre un mouvement d'envergure national.
Le 27 avril, le comité déclare la grève terminée

## Déroulement
Le « soviet » est proclamé à l'initiative du Limerick Trades and Labour Council, pour s'opposer à la proclamation de la loi martiale par l'armée britannique dans la plus grande partie de la ville et du comté de Limerick. Il prend le contrôle de la ville, organise des distributions alimentaires et imprime même sa propre monnaie. Après deux semaines de grève générale seulement, le soviet de Limerick est dissout et la ville rentre finalement dans le giron des républicains irlandais. Il fut suivi par pas moins de 15 000 travailleurs,.
Le comité de grève organise aussi les approvisionnements en eau, en gaz, en électricité et en carburant. Il contrôle le prix des denrées alimentaires, publie son propre journal intitulé The Worker's Bulletin et imprime son propre argent sur la base du shilling britannique. Argent que les entreprises de la ville acceptent. La grève est soutenue par les boulangers, qui produisent du pain frais tous les jours. Un nombre limité de magasins sont autorisés au commerce des denrées alimentaires, à condition d’adhérer aux prix du soviet.
Le soviet réussit aussi à exproprier 7000 tonnes de grain d’un navire canadien qui est amarré dans le port. Les membres du soviet bénéficient d'une meilleure alimentation qu'avant guerre
Il ne s'agit pas à proprement parler d'un soviet sur le modèle de la Révolution russe : ce surnom lui a été donné a posteriori par analogie avec les Bolchéviques. En réalité, l'organisation des conseils ouvriers a plutôt été dictée par l'urgence et la nécessité de gérer l’approvisionnement. Néanmoins, l'inspiration socialiste était bien présente chez les meneurs. 
Le soviet de Limerick est le plus important parmi les soviets irlandais qui sont proclamés durant l'année 1919. Il est considéré comme un événement majeur dans l'histoire du mouvement ouvrier irlandais. La mémoire de cet évènement a cependant été minimisée car elle n'entrait pas dans le récit nationaliste instauré en Irlande après l'indépendance.